# كأس العالم للكريكيت 1999
كأس العالم للكريكيت 1999 (بالإنجليزية: 1999 Cricket World Cup)‏ هو الموسم 7 من  كأس العالم للكريكيت. أقيم خلال الفترة 1999 وحتى 20 يونيو 1999، وأشرف على تنظيمه المجلس الدولي للكريكيت، وكان عدد الأندية المشاركة فيه  12. 